# Базаров, Геннадий Садырович
Генна́дий Сады́рович База́ров (14 мая 1942, Ат-Баши, Тянь-Шанская область — 5 февраля 2023, Бишкек) — киргизский режиссёр, сценарист. Заслуженный деятель искусств Киргизской ССР (1974). Народный артист Кыргызской Республики (1991). Один из основателей авторского киргизского кино.

## Биография
В 1959—1961 работал ассистентом оператора и помощником режиссёра на студии «Киргизфильм».
Образование
1961—1967 г. Режиссёрский факультет Всесоюзный Государственный институт кинематографии (ВГИК) г. Москва
- 1964 г. Курсовая работа «Молитва»
- 1965 г. Курсовая работа «Пауза»
- 1967 г. Дипломная работа «Материнское поле»

Опыт работы:
- 2004—2022 г. Режиссёр Студия «Кыргызтелефильм»
- 2002—2004 г. Директор Студия «Кыргызтелефильм»
- 2001—2004 г. Президент Национальной Киноакадемии Кыргызстана
- 1966—2002 г. Режиссёр-постановщик Студия «Кыргызфильм»

Художественные полнометражные фильмы (режиссёр-постановщик):
- 1984 г. «Первый» (соавтор сценария)
- 1978 г. «Каныбек»
- 1976 г. «Зеница ока»
- 1972 г. «Улица»
- 1969 г. «Засада»
- 1967 г. «Материнское поле» (Дипломная работа)

Художественные полнометражные фильмы (режиссёр-постановщик, автор сценария):
- 2012 г. «Нонсенс»
- 2009 г. «Жаннат»
- 2008 г. «Исход»
- 2007 г. «Метаморфоза»
- 2003 г. «Карагыз»
- 1992 г. «Аномалия»
- 1989 г. «Заговор»
- 1986 г. «Приют для совершеннолетних»

Художественные авторские короткометражные фильмы:
- 1999 г. «День Ангела»
- 1994 г. «Антракт»
- 1994 г. «Ночью»

Документальные авторские фильмы:
- 1998 г. «Интервью между дублями»
- 1997 г. «Юбилей»
- 1997 г. «Палитра»
- 1996 г. «Гульсара»
- 1988 г. «Айтматов»
- 1985 г. «Писатель»
- 1976 г. «Оркестр»
- 1974 г. «Сказ об искусстве»

Опубликованные повести:
- 1983 г. «Прикосновение к Личности» (о Чингизе Айтматове)

Журнал «Литературный Кыргызстан», повести:
- 2009 г. «Ноктюрн»
- 2008 г. «Хава Нагила»
- 2002 г. «Суть»
- 2001 г. «Стойбище»
- 1995 г. «Гримаса»
- 1985 г. «Пауза для размышления»

Скончался 5 февраля 2023 года. Похороны прошли 7 февраля. Похоронен на Ала-Арчинском кладбище.

### Звания
- Народный артист Кыргызстана (1991)
- Заслуженный деятель искусств Киргизской ССР (1974)

### Награды
- 2022 г. Орден «Манас» 2-й степени[4]
- 2013 г. Лауреат Национальной кинопремии «Ак Илбирс» за выдающийся вклад в кинематографию Кыргызстана
- 2009 г. Международная Золотая медаль Мустафы Ататюрка «За достойный вклад в духовную сокровищницу человечества»
- 2006 г. Человек года «Выбор 2006 года»
- 2006 г. Лауреат международной премии имени Чингиза Айтматова
- 2006 г. Почётный диплом за участие в проекте «Лица Года»
- 2003 г. Орден «Манас» 3-й степени
- 1997 г. Лауреат Президентской Премии «Золотое перо»
- 1987 г. Медаль «Ветеран труда»
- 1985 г. «Отличник кинематографии СССР»
- 1982 г. Почётная грамота Союза Кинематографистов СССР
- 1976 г. Орден «Знак Почёта»
- 1969 г. Почётная грамота Правительства Кыргызской Республики

## Избранная фильмография
- 1964 «Молитва», режиссёр
- 1967 «Материнское поле», режиссёр
- 1969 «Засада», режиссёр
- 1972 «Улица», режиссёр
- 1976 «Зеница ока», режиссёр
- 1977 «Ошибка», режиссёр, автор сценария
- 1978 «Каныбек», режиссер, автор сценария
- 1984 «Первый», режиссёр, автор сценария
- 1985 «Через две весны», соавтор сценария
- 1987 «Приют для совершеннолетних», режиссёр, автор сценария
- 1989 «Заговор», режиссёр, автор сценария
- 1992 «Аномалия», режиссёр, автор сценария
- 1999 «День ангела», режиссёр, автор сценария
- 2006 «Метаморфоза», режиссёр